# آخرین پایمرد
آخرین پایمرد (به انگلیسی: Last Man Standing) فیلمی آمریکایی در ژانر اکشن به کارگردانی و نویسندگی والتر هیل محصول سال ۱۹۹۶ است. این فیلم برداشتی از فیلم یوجیمبو به کارگردانی آکیرا کوروساوا است.

## داستان
«جان اسمیت» (ویلیس) به گنگسترهای «دویل» (کلی) می‌پیوندد. اما وقتی با او دربارهٔ دختری به نام «فلینا» (لومبارد)، که در چنگ آنان اسیر است اختلاف پیدا می‌کند، به گروه «استروتزی» (آیزنبرگ)، دشمن «دویل»، ملحق می‌شود. «اسمیت» که به هیچ‌کس جز خودش وفادار نیست، «استروتزی» و «دویل» را به جان هم می‌اندازد، گرچه در ظاهر به هر دو گروه خدمت می‌کند …

## بازیگران
- بروس ویلیس در نقش جان اسمیت
- بروس درن
- ویلیام ساندرسون
- کریستوفر واکن
- دیوید پاتریک کلی
- لین شی
- الکساندرا پاورز

## بازخوردها
- این فیلم یک بمب گیشه بود زیرا فقط ۱۸٫۱ میلیون دلار در داخل کشور (ایالات متحده و کانادا) و ۲۹٫۲ میلیون دلار در سایر مناطق به دست آورد که مجموعاً ۴۷٫۳ میلیون دلار در سراسر جهان در مقابل بودجه ۶۷ میلیون دلاری به دست آورد.[۱]
- در متاکریتیک که از میانگین وزنی استفاده می‌کند، بر اساس ۲۴ منتقد، امتیاز ۴۴ از ۱۰۰ را به فیلم اختصاص داد که نشان دهنده نقدهای «مختلط یا متوسط» است.
- راجر ایبرت، منتقد، یک ستاره از چهار ستاره را به فیلم داد و آن را «فیلمی به شدت بی‌نشاط، بسیار خشک و لکونیک و زمخت…» پیروزی در پایان ضعیف است، و نسبت به آن بی‌تفاوتی وجود دارد.[۲]